# 大波洛韋茨凱

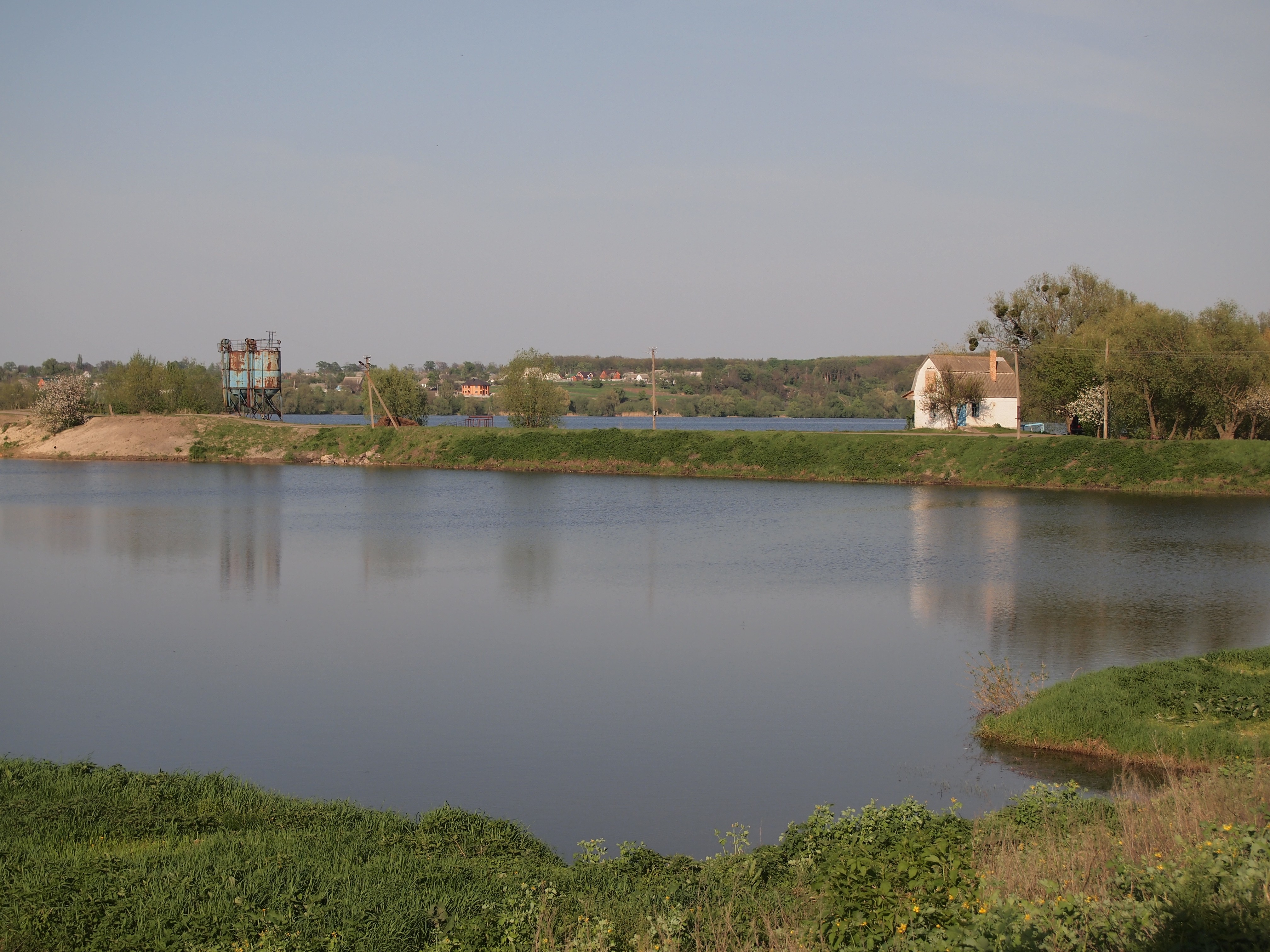
池塘

49°52′14″N 29°55′9″E / 49.87056°N 29.91917°E
大波洛韋茨凱（烏克蘭語：Великополовецьке）是位於烏克蘭北部的村莊，由基辅州白采爾克瓦區的富爾西市鎮負責管轄。該村面積9.49平方公里，海拔高度183米，2001年人口2,353，人口密度每平方公里248人。